# Климушинка
Климушинка — деревня в Пителинском районе Рязанской области. Входит в Нестеровское сельское поселение.

## География
Находится в северо-восточной части Рязанской области на расстоянии приблизительно 7 км на запад-юго-запад по прямой от районного центра поселка Пителино.

## История
На карте 1862 года на месте деревни уже был отмечен безымянный хутор.

## Население
Численность населения: 3 человека в 2002 году (русские 100 %), 2 в 2010.